# 国司氏
国司氏（くにしし、くにしうじ）は、武家・士族・華族だった日本の氏族のひとつ。高師泰の子師武が安芸国高田郡国司荘を領して国司を称したのに始まる。代々毛利氏に重臣として仕え、戦国時代には吉常ヶ城主、江戸時代には長州藩家老家、明治維新後には華族の男爵家に列せられた。

## 歴史

### 出自
国司氏の祖は代々足利氏に重臣として仕えた高氏である。
高氏の祖は高階氏で高階惟長は源平合戦（治承・寿永の乱）では源氏に味方して、後に陸奥国信夫郡地頭職となって大江広元の娘を妻とした。鎌倉時代に入ると高階氏は足利氏に仕え、高師泰・高師直兄弟の曽祖父である高重氏の頃に名字を高氏と改めた。
室町幕府初期には足利尊氏の重臣として権勢をふるった高師泰・師直兄弟を出した。しかし、後に観応の擾乱によって高師泰・師直らが殺害されると高氏は没落してしまい、師泰の子高師武は所領であった安芸国高田郡国司荘に下向、その地名を取って国司氏と称した。これが国司氏の始まりである。

### 高氏の安芸国下向と南北朝の騒乱、室町時代
南北朝期の安芸毛利氏当主毛利時親は、ひ孫の毛利師親（後の毛利元春）を高師泰の側に仕えさせて勢力の拡大を図った。師親の「師」字は師泰から偏諱を受けたものである。師泰の子師武が観応の擾乱の後に国司荘に下向すると、師武はそれまでの縁もあって毛利氏に従属してその家臣となった。
その後は一貫して毛利氏の重臣として活動し、戦国時代初期の当主国司有純は毛利豊元の娘を妻とし、毛利松寿丸（後の毛利元就）の後見人となった。明応8年（1499年）、国司有相は安芸武田氏の配下であった温科国親が反乱を起こした際にはその鎮圧にあたり、足利義稙を奉じた大内義興の上洛軍にも毛利興元に従って上洛した。船岡山合戦でも他の諸将とともに活躍した。
毛利氏の当主であった毛利幸松丸が大永3年（1523年）の鏡山城の戦いの直後に急逝したため、毛利元就に家督を継承させるべく、毛利氏宿老十五人が連署して元就へ志道広良、福原広俊らとともに家督相続を要請した。天文11年（1542年）に国司有相は死去し、家督は嫡男の元相が相続した。

### 戦国～安土桃山時代
家督を継いだ国司元相は毛利元就の嫡男、毛利隆元の守役を務めた。この頃から毛利氏周辺での尼子氏と大内氏の勢力争いが激しくなり、大内方に味方をしていた毛利氏に対して、天文9年（1540年）、尼子詮久（後の尼子晴久）が吉田郡山城を攻撃するに至った。この吉田郡山城の戦いで元相は奮戦し、多くの戦功を挙げた。
天文11年（1542年）から始まる、大内義隆の月山富田城攻めでは、他の安芸国人領主らとともに毛利氏も出雲国に出陣した。翌年、安芸・出雲国人衆の一部が大内方を離反し、大内方は撤退を余儀なくされた。その撤退戦において元相は負傷し、多くの同僚を失いながらも安芸吉田に帰還した。
天文19年（1550年）に赤川元保、粟屋元親、桂元忠、児玉就忠らとともに五奉行の一人となった。また、永禄3年（1560年）には、正親町天皇の即位料を納めるために使者として上洛、将軍足利義輝から「槍の鈴」の免許を許された。
毛利氏重臣として東奔西走した国司元相は、永禄10年（1567年）頃に家督を嫡男の国司元武に奉行職と家督を譲って隠居した。しかし、引き続き毛利氏の長老としてその勢力伸張を支えた。家督を継いだ元武は父と同様に毛利輝元の守役を務めた。
豊臣秀吉の天下統一後、文禄・慶長の役でも朝鮮に渡り、戦功を挙げるなどし毛利氏の重臣として活躍した。

### 江戸時代
国司氏の当主が元武の弟・国司元蔵の時、慶長5年（1600年）の関ヶ原の戦いで毛利氏が敗北した。これによって毛利氏は周防国、長門国の2か国に減封された。それに伴って毛利家家臣団の大規模な所領替えが行われ、国司氏は父祖伝来の地を離れて周防国佐波郡徳地邑の枝郷伊賀地（いがじ、現・山口県山口市徳地伊賀地）へ領地が変更された。国司元蔵は引き続き毛利氏の重臣として戦後の江戸幕府との折衝等に尽力し、以後国司氏は長州藩家老家となった。
元蔵の子・国司就正が当主であった寛永2年（1625年）、国司氏は長門国厚狭郡万倉へと再び領地が変更されている。
その後の国司氏は、寄組の家の中に本家の5,600石余取りと分家の2,115石石余取りの2家があり、さらに大組の中にも庶流が複数存在した。
幕末には寄組5,600石取りの家から「国司信濃」の通称で著名な国司親相が出ている。親相は尊王派として活動したが、文久3年（1863年）に八月十八日の政変が起こると藩主父子の雪冤、尊皇攘夷派の立て直しのために、元治元年（1864年）7月に兵を率いて上洛した。しかし、禁門の変で敗北。その後第一次征長軍が国境に迫ると、藩内の恭順派により敗戦の責任を迫られる形で幕府への謝罪のために益田親施、福原元僴らとともに自刃させられた。しかし江戸幕府が滅した後、明治天皇より親相らに正四位が追贈されて名誉回復を受けている。

### 明治以降
国司氏は志道元襄の次男、国司純行が家督を継いで明治維新に至った。さらにその子直行が家督を継ぐ。
直行は1897年（明治30年）9月に他の旧長州藩一門家や家老家の当主と連名で叙爵請願を行ったが、この時点では不許可となった。しかし1900年（明治33年）5月5日に至って国司家の幕末維新時の功が認められて直行が華族の男爵に列せられた。直行は別格官幣社豊栄神社、野田神社などの宮司を務めた。
その子由行の代に国司男爵家の邸宅は山口県山口市上宇野令上天花町にあった。

## 系図
```
高師重

　┣━━━━━━━━┳━━┳━━┓
 
師泰
　　　　　　　
師直
　
師茂
　
師久

　┣━━┳━━┓　　┣━━┳━━┓
 
久俊
　
師世
　
師武
　
師友
　
師詮
　
師冬

　　　　┃　　┗┓
 　　　
師秀
　
国司元詮

　　　　┃　　　┃
 　　　
師胤
　　
広詮

　　　　┃　　　┣━━┓
 　　　
師興
　　
光宣
　
元景

　　　　┃　　　┃
 　　　
師厚
　　
有純
(元純)
　　　　　　　　┣━━┳━━┳━━┓
 　　　　　　　
有相
　
元重
　
元勝
　
元真

　　　　　　　　┃
 　　　　　　　
元相

　　　　　　　　┣━━┳━━┓
 　　　　　　　
元武
　
元蔵
　
元貞

　　　　　　　　┃　　　　　￤
 　　　　　　　
元蔵
　　　　
広通
（
堅田就政
の子とされる）
　　　　　　　  ┃
 　　　　　　　
就正

　　　　　　　  ┃
 　　　　　　　
就長

　　　　　　　  ┃
 　　　　　　　
広直

　　　　　　　  ┃
 　　　　　　　
広昌

　　　　　　　  ┃
 　　　　　　　
広孝

　　　　　　　  ┃
 　　　　　　　
正久

　　　　　　　  ┃
 　　　　　　　
就直

　　　　　　　  ┃
 　　　　　　　
就相

　　　　　　　  ┣━━┓
 　　　　　　　
就孝
　
武珍

　　　　　　　  ┣━━━┳━━━━┓
 　　　　　　　
元善
   
浦元襄
　 
熊谷直行

　　　　　　　  ┃
 　　　　　　　
迪徳

　　　　　　　　┃
 　　　　　　　
親相
（信濃）

　　　　　　　　┃
 　　　　　　　
純行

　　　　　　　　┃
 　　　　　　　
直行
（＊
男爵
）
　　　　　　　　┃
 　　　　　　　
由行
（＊男爵）
 （
斜体
は養子）
　＊系図は『「毛利一族」のすべて』<別冊歴史読本>（
新人物往来社
、1997年）177頁に掲載のものを参考とした。
```

その他
（＊名前が伝わっているものの、系図上での位置が不明な人物（就正から迪徳の間に位置すると思われるが詳しい家系が不詳）。< >内は偏諱を与えた主君（長州藩主）。）
- 国司通忠 - 広通の子?　益田就賢の娘婿。
- 国司就将<毛利重就> - 毛利元雅の娘婿。
- 国司房長<毛利斉房> - 毛利元美の後見役。